# チャック・ア・ラック
チャック・ア･ラック（chuck-a-luck）とは、3個のダイスを使用したチャンスゲームの一種である。カジノでも行われるが、チャリティーの寄付金集めに利用されることもあり、英語版ウィキペディアでは、 カジノゲームと言うよりは、「マネー・ホイール」のようにカーニバルゲームに近いとしている。

## 歴史
英国のパブで行われていた「スウェット･クロス（Sweat Cloth）」と言うゲームが、1800年前後頃、米国に「スウェット」として伝来した。19世紀中頃には「チャッカーラック（chucker-luck）」「チャック（chuck）」などいくつかの異名でも呼ばれるようになったが、20世紀に入り、「ビッグ･ケージ（big cage）」と言う呼び名を経て、最終的に「チャック・ア･ラック」が定着した。
　英国から伝来した当初の「スウェット」は、ダイスを振る際にカップを使用したが、重心や寸法を狂わせた不正なダイスとのすり替えが疑われるなどの理由から、ケージと呼ばれる、針金を編んだ鳥かごのような器具に取って代わられた。

## ルール
3個のダイスを振り、賭けた目が1個以上出現すれば勝ちとなる。つまり、3個のダイスが全て異なる目であった場合は、的中する目が3種類存在することになる。
　プレイヤーは、レイアウトに描かれた1から6までのダイスの目を表す数字に、何箇所でも賭ける事ができる。全員が賭けを終えると、ディーラーはケージを数回回転させて中のダイスを転がす。最終的にケージの底で停止したダイスの上面の目で、勝負を決める。
　3個のダイスのうち、他に同じ目がない、いわゆるシングルの目に賭けていた場合は、1倍の配当が支払われる。また、同じ目のダイスが二つある、いわゆるペアとなった目に賭けていた場合は、2倍の配当が支払われる。同様に、3個のダイス全てが同じ、いわゆるトリプル（ゾロ目）となった目に賭けていた場合は、カジノにより3倍または10倍の配当が支払われる。

## 賭けのバリエーション
賭けのバリエーションとして、その他の賭け方を提供しているカジノもある。以下はその例であるが、細部についてはカジノごとに異なる場合もある。なお、末尾のカッコ内は、的中した際の配当である。
- フィールドベット：3個のダイスの目の合計が8以下、または12以上であることに賭ける（1倍）
- エニートリプル：3個のダイスが全て同じ目であることに賭ける（30倍）
- ビッグ：3個の目の合計が11（または12）以上であることに賭ける。ただし、3個の目が同一の場合は、この条件であっても配当を得られない（1倍）
- スモール：3個の目の合計が10（または9）以下であることに賭ける。ただし、3個の目が同一の場合は、この条件であっても配当を得られない（1倍）

## 器具（ケージ）について
ケージ(cage)とは、ダイスを振るための鳥かご状の器具で、中にダイスが3個入っている。基本的に円筒形であるが、胴の部分がくびれており、砂時計に似たその特異な外観は、チャック･ア･ラックの象徴ともなっている。ケージは、胴の中央で回転軸によって支柱に支えられている。回転軸に付いている取っ手をひねるとケージが回転して天地が入れ替わり、中のダイスが振られる仕組みになっている。

## トリビア
- フランク･シナトラが主演し、「刑事コロンボ」で有名なピーター・フォークが敵役として共演した米映画「七人の愚連隊（原題ROBIN AND THE SEVEN HOODS・1964年公開）」では、ギャングが経営する地下カジノのシーンにチャック･ア･ラックのケージが登場する。このドラマの時代設定は1920年代であるので、考証が正しいと仮定すれば、少なくとも戦前には一般的なゲームであったことが推察される。現代のラスベガスではすっかり廃れ、1990年頃にはどの大規模カジノでも見ることができなかったが、2000年前後頃よりカジノホテル「ニューヨーク･ニューヨーク」で復活し、その後「トロピカーナ」にも導入されていることが確認されている。

- マレーシアのゲンティンカジノでは、このゲームを「ミニ･ダイス（ｍｉｎｉ dice)」と呼んで営業している。